# Powiat kołobrzeski

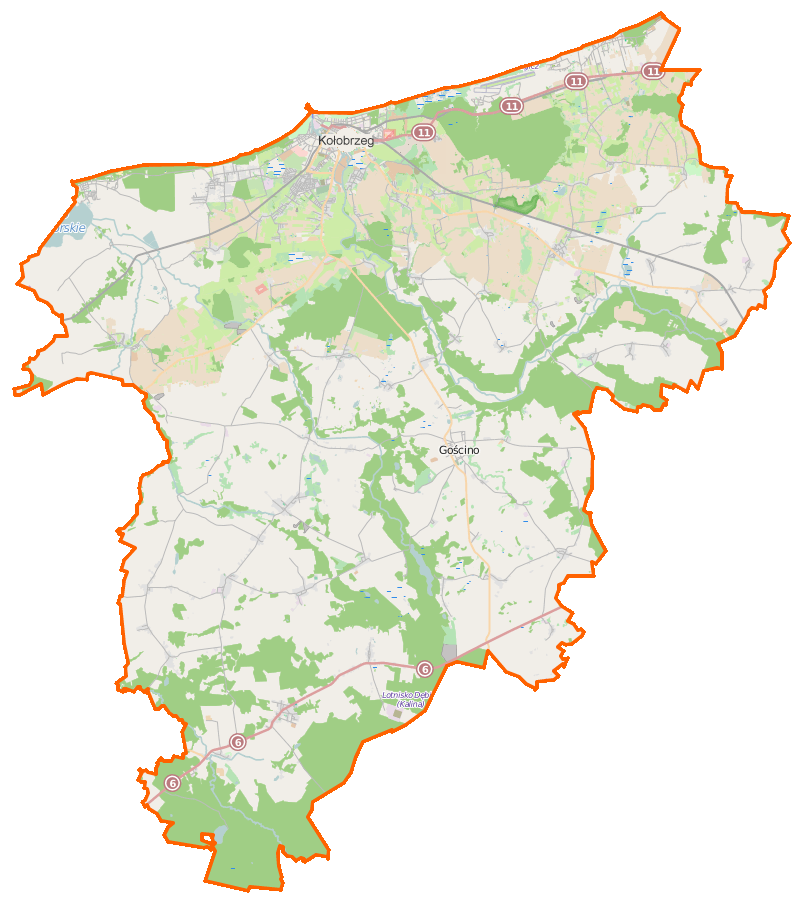
Mapa powiatu

Powiat kołobrzeski – powiat w północno-zachodniej Polsce, w woj. zachodniopomorskim, utworzony w 1999 roku w ramach reformy administracyjnej. Jego siedzibą jest miasto Kołobrzeg.
Według danych z 31 grudnia 2019 r. powiat miał 79 438 mieszkańców. Natomiast według danych z 30 czerwca 2020 roku powiat zamieszkiwało 79 399 osób.
W skład powiatu wchodzą:
- gminy miejskie: Kołobrzeg
- gminy miejsko-wiejskie: Gościno
- gminy wiejskie: Dygowo, Kołobrzeg, Rymań, Siemyśl, Ustronie Morskie
- miasta: Kołobrzeg, Gościno

## Położenie
Według danych z 1 stycznia 2014 powierzchnia powiatu kołobrzeskiego wynosi 724,66 km², przez co jest jednym z najmniejszych powierzchniowo powiatów w województwie - mniejszy jest tylko policki. Położony jest w następujących regionach fizycznogeograficznych: Wybrzeże Trzebiatowskie, Wybrzeże Słowińskie, Równina Białogardzka i Równina Gryficka. Powiat posiada rozbudowaną bazę turystyczną wraz z lecznictwem uzdrowiskowym. Najważniejszymi gałęziami gospodarki są, oprócz obsługi ruchu turystycznego, przemysł rolno-spożywczy wraz z przetwórstwem rybnym, rolnictwo oraz drobny przemysł mechaniczny.

## Demografia
Według danych z 31 grudnia 2013 r. powiat miał 79 624 mieszkańców.

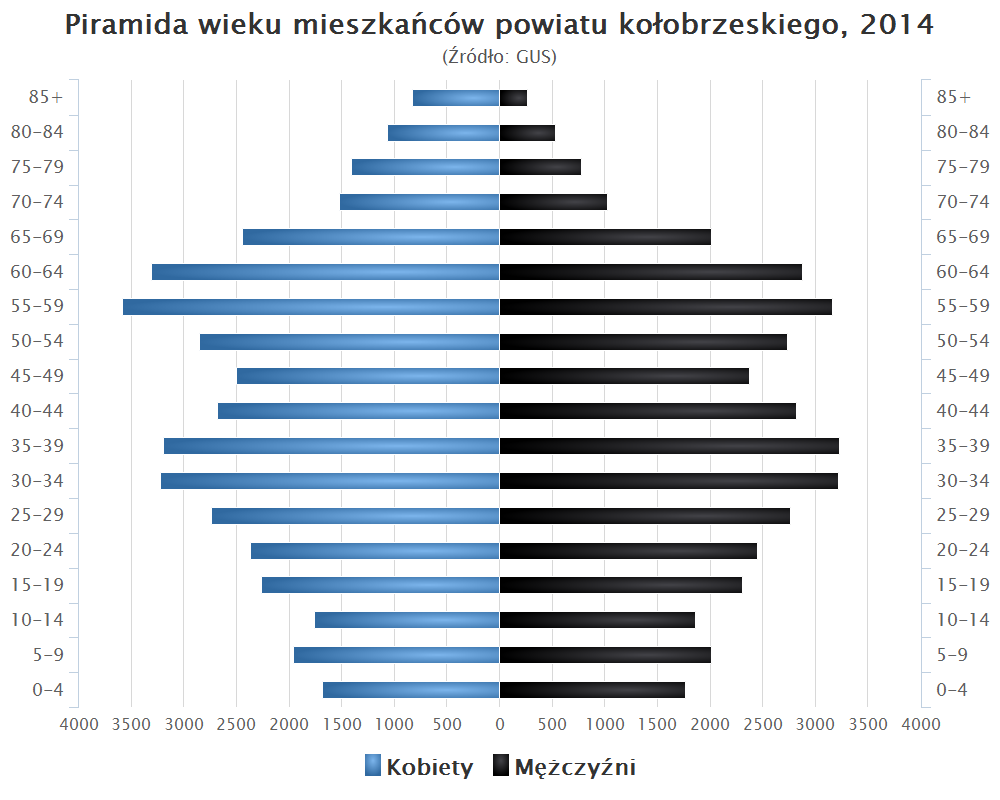
Piramida wieku mieszkańców powiatu kołobrzeskiego w 2014 roku

Liczba ludności (dane z 30 czerwca 2012):
|        | Ogółem | Ogółem | Kobiety | Kobiety | Mężczyźni | Mężczyźni |
| osób   | %      | osób   | %       | osób    | %         |           |
| ------ | ------ | ------ | ------- | ------- | --------- | --------- |
| Ogółem | 79 690 | 100    | 41 343  | 51,88   | 38 347    | 48,12     |
| Miasto | 49 588 | 62,23  | 26 094  | 32,74   | 23 494    | 29,48     |
| Wieś   | 30 102 | 37,77  | 15 249  | 19,14   | 14 853    | 18,64     |

▶Wieś vs ▶miasto
Ogółem (▶k, ▶m)
Miasto (▶k, ▶m)
Wieś (▶k, ▶m)

## Gospodarka
W końcu września 2019 liczba zarejestrowanych bezrobotnych w powiecie kołobrzeskim obejmowała ok. 0,3 tys. mieszkańców, co stanowi stopę bezrobocia na poziomie 1,2% do aktywnych zawodowo.
Przeciętne wynagrodzenie pracownicze w październiku 2008 r. wynosiło 2957,11 zł, przy liczbie zatrudnionych pracowników w powiecie kołobrzeskim – 11292 osób. Przeciętne wynagrodzenie w sektorze publicznym wynosiło 3169,16 zł, a w sektorze prywatnym 2830,18 zł.
W 2013 r. wydatki budżetu samorządu powiatu kołobrzeskiego wynosiły 85,2 mln zł, a dochody budżetu 90,0 mln zł. Zadłużenie (dług publiczny) samorządu według danych na koniec 2013 r. wynosiło 24,5 mln zł, co stanowiło 27,3% wartości wykonywanych dochodów.

## Komunikacja
Linie kolejowe czynne:

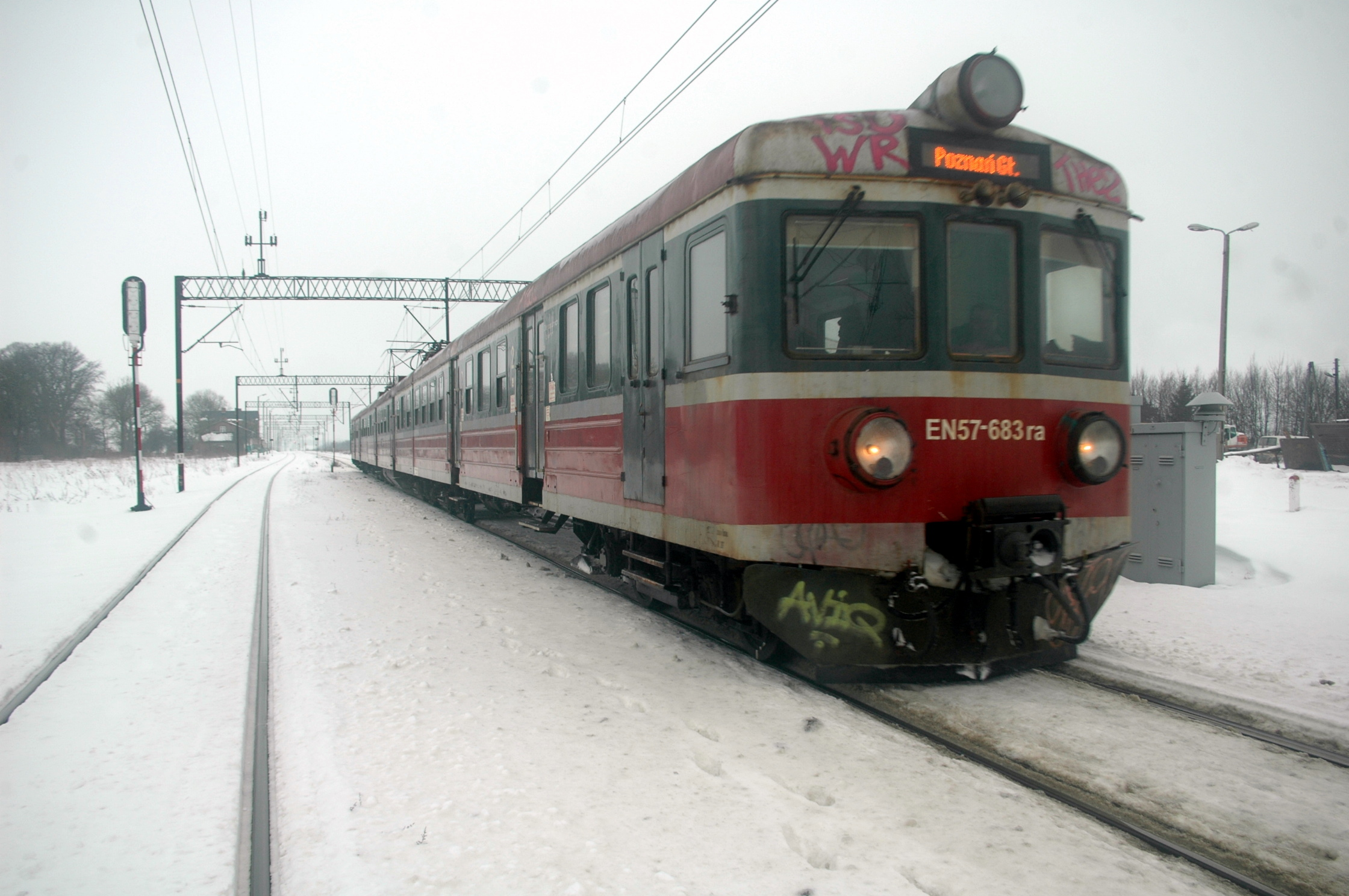
Pociąg na linii kolejowej nr 404

- linia kolejowa nr 402 Goleniów→Koszalin (przez Kołobrzeg i Ustronie Morskie, zelektryfikowana tylko na odcinku Kołobrzeg - Koszalin)
- linia kolejowa nr 404 Kołobrzeg→Szczecinek→ Poznań Gł. (przez Dygowo).

Linie kolejowe nieczynne:
istniejące: wąskotorowe: Tąpadły - Lepino Trójkąt (przez Skrzydłowo, Rymań Wąsk. i Gościno) oraz Skrzydłowo- Dobra Nowogardzka.
nieistniejące: wąskotorowe: Kołobrzeg Wąsk.- Karlino Wąsk. oraz Karlino Wąsk.- Włościbórz.
Drogi krajowe:
- droga krajowa nr 6 Szczecin- Gdańsk (przez Rymań) oraz
- droga krajowa nr 11 Kołobrzeg - Bytom (przez Ustronie Morskie).

Drogi wojewódzkie:
- droga wojewódzka nr 102 Kołobrzeg - Międzyzdroje,
- droga wojewódzka nr 162 Kołobrzeg - Drawsko Pomorskie (przez Gościno),
- droga wojewódzka nr 163 Kołobrzeg - Czaplinek (przez Dygowo).

W porcie w Kołobrzegu zostało ustanowione morskie przejście graniczne.

## Piłka nożna
W powiecie kołobrzeskim uczestniczą w rozgrywkach piłkarskich następujące męskie drużyny seniorskie (stan na sezon 2023/24):
Kotwica Kołobrzeg (II liga - 3. poziom rozgrywek)
Olimp Gościno (IV liga - 5. poziom rozgrywek)
Rasel Dygowo (IV liga - 5. poziom rozgrywek)
Akademia Piłkarska Kotwica Kołobrzeg (klasa okręgowa - 6. poziom rozgrywek)
Astra Ustronie Morskie (klasa okręgowa - 6. poziom rozgrywek)
Kotwica II Kołobrzeg (klasa okręgowa - 6. poziom rozgrywek)
Płomień Myślino (Klasa A - 7. poziom rozgrywek)
Wrzos Wrzosowo (Klasa A - 7. poziom rozgrywek)
Grot Gorawino (Klasa B - 8. poziom rozgrywek)
Syrena/Grot Rymań (Klasa B - 8. poziom rozgrywek)

## Infrastrukura techniczna
Nadajniki radiowe i telewizyjne:
- RSN Kołobrzeg ul. Jedności Narodowej[12]
- Kołobrzeg Kościół Niepokalanego Poczęcia NMP
- Kołobrzeg "Komin MEC"
- Kołobrzeg "Stramnica"

## Bezpieczeństwo

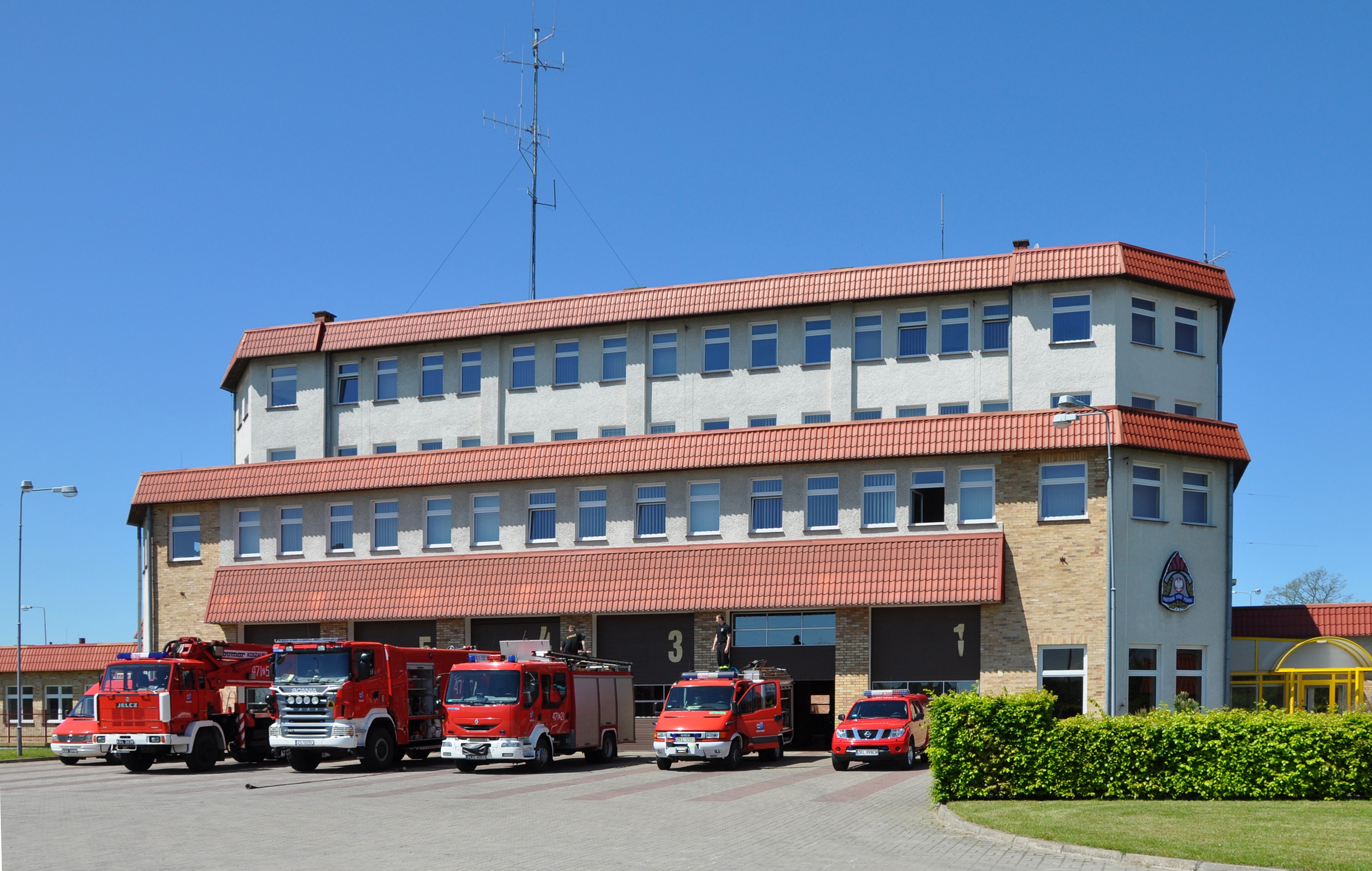
Komenda Powiatowa PSP

W 2009 r. wskaźnik wykrywalności sprawców przestępstw stwierdzonych w powiecie kołobrzeskim wynosił 66,0%. W 2009 r. stwierdzono w powiecie m.in. 382 kradzieże z włamaniem, 62 kradzieże samochodów, 137 przestępstw narkotykowych.
Większa część obszaru powiatu obejmująca Kołobrzeg oraz gminy: Dygowo, Kołobrzeg, Siemyśl, Gościno i Ustronie Morskie, położona jest w strefie nadgranicznej. Powiat kołobrzeski obejmuje zasięgiem służbowym placówka Straży Granicznej w Kołobrzegu z Morskiego Oddziału SG.
Powiat kołobrzeski jest obszarem właściwości Prokuratury Rejonowej w Kołobrzegu i Prokuratury Okręgowej w Koszalinie.
Na terenie powiatu działa 5 jednostek Ochotniczej Straży Pożarnej włączonych do krajowego systemu ratowniczo-gaśniczego. Akcje wspomaga Komenda Powiatowa Państwowej Straży Pożarnej w Kołobrzegu dysponująca specjalistycznym sprzętem.
Akcje ratunkowe na morzu kierowane są ze stacji ratownictwa morskiego Służby SAR w Kołobrzegu.

## Administracja

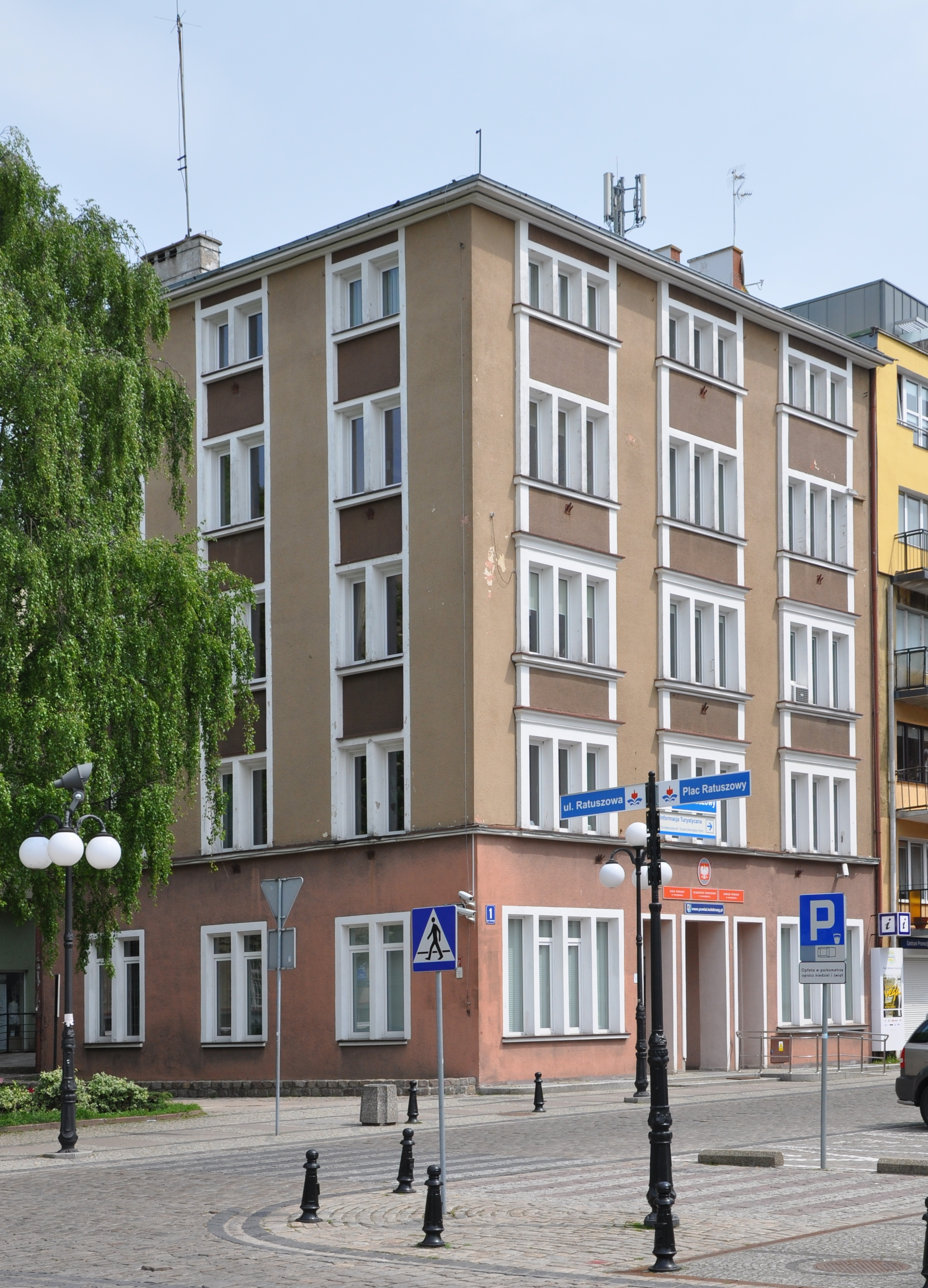
Siedziba Starostwa Powiatowego w Kołobrzegu

Siedzibą władz powiatu jest miasto Kołobrzeg. Organem uchwałodawczym jest Rada Powiatu w Kołobrzegu, w której skład wchodzi 19 radnych. Organem wykonawczym jest Zarząd Powiatu w Kołobrzegu, który liczy 5 osób, w tym starosta jako przewodniczący oraz wicestarosta.
Starostowie Powiatu Kołobrzeskiego:
- Ryszard Ławrynowicz (1999–2006)
- Artur Leszek Mackiewicz (od 27 listopada 2006[24] do 25 sierpnia 2010[25])
- Tomasz Tycjan Tamborski (od 26 sierpnia 2010 do 6 maja 2024[26][27][28])
- Mirosław Tessikowski (od 6 maja 2024[29][30])

W Kołobrzegu mieści się większość instytucji szczebla powiatowego.
Gminy powiatu kołobrzeskiego są obszarem właściwości Sądu Rejonowego w Kołobrzegu i Sądu Okręgowego w Koszalinie. Powiat kołobrzeski jest obszarem właściwości miejscowej Samorządowego Kolegium Odwoławczego w Koszalinie.

## Polityka
| Gminy                                               | Liczba radnych | Liczba wyborców w 2006 |
| --------------------------------------------------- | -------------- | ---------------------- |
| Kołobrzeg (4 okręgi wyborcze)                       | 12             | 37 140                 |
| Gościno, Siemyśl, Rymań                             | 3              | 9 840                  |
| Dygowo, Kołobrzeg (gmina wiejska), Ustronie Morskie | 4              | 14 155                 |
| Razem (Σ)                                           | 19             | 61 135                 |

Rada Powiatu
| Ugrupowanie                  | 2002-2006  | 2006-2010 | 2010-2014 | 2014-2018  |
| ---------------------------- | ---------- | --------- | --------- | ---------- |
| Sojusz Lewicy Demokratycznej | 9 (SLD-UP) | 4 (LiD)   | 5         | 3 (SLD LR) |
| Polskie Stronnictwo Ludowe   | 2          | 2         | 1         | 3          |
| Samoobrona                   | 2          | -         | -         | -          |
| CentroPrawica Razem          | 6          | -         | -         | -          |
| Prawo i Sprawiedliwość       | -          | 5         | -         | 5          |
| Platforma Obywatelska        | -          | 8         | 13        | 8          |

Mieszkańcy powiatu kołobrzeskiego wybierają radnych do Sejmiku Województwa Zachodniopomorskiego w okręgu nr 3. Posłów na Sejm wybierają z okręgu wyborczego nr 40, senatora z okręgu wyborczego nr 99, a posłów do Parlamentu Europejskiego z okręgu wyborczego nr 13.
W powiecie kołobrzeskim swoje biura poselskie prowadzą: Marek Hok (PO), Czesław Hoc (PiS), Stanisław Wziątek (SLD).

## Sąsiednie powiaty
- powiat koszaliński
- powiat świdwiński
- powiat łobeski
- powiat gryficki
- powiat białogardzki